# Beetzseeheide
Beetzseeheide é um município da Alemanha, situado no distrito de Potsdam-Mittelmark, no estado de Brandemburgo. Tem 37,23 km² de área, e sua população em 2019 foi estimada em 681 habitantes.